# 高鳳數位內容學院
高鳳數位內容學院，是一所曾存在的私立技術學院，位於屏東縣長治鄉。2004年以高鳳技術學院之名創校，2009年更改校名為高鳳數位內容學院。為台灣技職教育中最新成立的技術學院，共有8系、3科。該校於2014年2月13日，宣布報請教育部核准停辦，為臺灣高等教育少子化衝擊中「首間停辦」的大專院校。2016年原校舍由一貫道天皇學院接收興辦「崇華國民小學」。

## 創辦人
- 洪水法

## 歷任校長
| 任次 | 姓名   | 任期                          |
| ---- | ------ | ----------------------------- |
| 1    | 余政光 | 2004年8月1日－2009年7月31日   |
| 代理 | 洪堅仁 | 2009年8月1日－2009年8月31日   |
| 2    | 郭東義 | 2009年9月1日－2009年11月30日  |
| 代理 | 洪堅仁 | 2009年12月1日－2010年7月31日  |
| 3    | 嚴國慶 | 2010年8月1日－2011年7月31日   |
| 代理 | 鄭詩華 | 2011年8月1日－2011年10月      |
| 代理 | 洪堅仁 | 2011年10月26日－2013年4月25日 |
| 代理 | 洪發財 | 2013年4月26日－2013年8月1日   |
| 4    | 呂嘉弘 | 2013年8月－2014年1月          |
| 代理 | 謝捷晃 | 2014年2月10日－2014年2月28日  |

## 沿革
- 1998年，與台糖洽談土地承租之事，並積極籌劃高鳳技術學院的籌設。
- 2004年，8月1日，「高鳳技術學院」經中華民國教育部核准立案招生。設流通管理系、應用英語系、流行工藝設計系、休閒事業管理系、國際企業系等五系，招收約800名學生。
- 2005年，增設數位媒體設計系。
- 2006年，增設數位動畫設計系、數位遊戲軟體設計系。
- 2007年，應用英語系改名休閒英語系；國際企業系改名數位商務系；數位遊戲軟體設計系改名數位遊戲設計系。
- 2008年，增設數位影音設計系。
- 2009年，改名「高鳳數位內容學院」。
- 2010年，數位遊戲設計系改名遊戲藝術與設計系，並分設遊戲藝術組、遊戲設計組。
- 2011年，數位媒體設計系改名為數位娛樂創意系；數位動畫設計系改名數位動漫設計系；遊戲藝術與設計系遊戲藝術組改名遊戲創作系創意組；遊戲藝術與設計系遊戲設計組改名遊戲創作系設計組；流通管理系改名行銷與流通管理系；數位商務系改名行銷創意設計系；休閒事業管理系與休閒英語系合併為餐旅事業管理系，並分設餐飲管理組、觀光旅遊組。
- 2012年，增設五專部動漫設計科、遊戲創作科。停招行銷創意設計系。中華民國之大學校院與馬華公會聯合主辦第二期馬來西亞專班，高鳳數位內容學院多媒體設計系國外招生，35位來自馬來西亞的華裔學生成功錄取。
- 2013年，增設五專部商品設計科。數位娛樂創意系改名多媒體暨影音設計系。停招數位影音設計系。遊戲創作系及餐旅事業管理系取消分組。
- 2014年，爆發學校欠老師薪水，老師北上到教育部陳情，教育部發出最後通牒，高鳳必須在2014年2月前，若無法提出資金改善計畫，就要退場或轉型[4][5]。2月13日，高鳳於學校官方網站發出聲明稿，宣布正式報請教育部核准停辦，校內各系科將不再招生[6]，成為台灣高等教育史上第一間因少子化問題而停辦的大專院校[7]。同年7月1日起，教育部委託同樣位於屏東縣的大仁科技大學代管該校歷年學生學籍資料。

## 停辦始末
高鳳數位內容學院創校於2004年，初以高鳳技術學院為校名，乃為臺灣最新成立的技職院校，爾後又在2009年改名高鳳數位內容學院。高鳳數位內容學院成立初期，設有四技部與二技部，預計招收4000名學生，但僅招收約2300名學生。創校當年設置的流通管理系、應用英語系、休閒事業管理系、國際企業系等四系都屬於商業管理的範圍，僅流行工藝設計系屬於設計領域。2005年直至2013年為止的8年期間，該校頻繁的開設新系科，既有系科亦多次改名、重整、合併乃至於分組（或取消分組）等等。創校初期雖有2300名學生，但受到少子化影響，招生率逐年下降。截至2014年宣布停辦之際，在籍學生僅六百餘人。
2013年8月，該校因積欠債務而遭到拍賣部分教學器材，爾後又有教職員工北上教育部陳情，抗議校方積欠薪資；最終，在2014年2月13日，高鳳數位內容學院於官方網站公告了一份由代理校長謝捷晃、董事長洪嘉聰共同署名的聲明稿，宣布將報請教育部正式停辦，校內各系科自2014年起不再招生，原有學生由教育部協調以填選志願分發的方式，平行轉移至8間大專院校。2014年2月24日，高鳳數位內容學院進行最後一次註冊，所有學生在高鳳完成註冊手續，拿到轉學證明後，再經由選填志願的方式平行轉移至鄰近之樹德科技大學、美和科技大學、大仁科技大學、正修科技大學、和春技術學院、慈惠醫護管理專科學校、東方設計學院，及苗栗縣的亞太創意技術學院等8校之相近科系就讀。另有部分學生表達返回戶籍地就學之意願，教育部採專案處理。

## 教學單位
2014年2月13日宣布停辦，各系科停招。
| - 數位內容與設計學群 - 流行工藝設計系暨商品設計科 - 多媒體暨影音設計系 - 數位動漫設計系暨動漫設計科 - 遊戲創作系暨遊戲創作科 - 數位影音設計系 | - 商管學群 - 行銷與流通管理系 - 餐旅事業管理系 - 行銷創意設計系 - 通識教育中心 |

## 關連項目
- 台灣大專院校退場
- 台灣大專院校列表
- 屏東縣各級學校列表
- 高雄市私立高鳳高級工業家事職業學校：高鳳數位內容學院創辦者洪水法所創辦的學校之一。
- 屏東縣私立華洲工業家事職業學校：高鳳數位內容學院創辦者洪水法所創辦的學校之一。
- 國際商業專科學校：1990年因違法情事而遭強制退場之學校，為臺灣第一個被教育部勒令停辦之專科學校。